# Baránavichy
Baránavichi (en bielorruso: Баранавічы, Baránavichy, AFI: [baˈranavʲitʂɨ]; en polaco: Baranowicze; en ruso: Барановичи, Baránovichi) es una ciudad del óblast de Brest, provincia occidental de Bielorrusia. Dentro de dicha provincia, está constituida como ciudad subprovincial y al mismo tiempo es la sede administrativa del vecino distrito homónimo sin formar parte del mismo. Es un importante nudo ferroviario y hogar de una universidad estatal.
En 2017, la ciudad tenía una población de 179 439 habitantes.

## Historia
Baránavichi, como ciudad empezó a existir en 1919. En los años 1918-1939 (antes de la Segunda Guerra Mundial) perteneció a Polonia. Después de la Invasión soviética de Polonia de 1939 en 1939-1941 perteneció a la Unión Soviética.
Durante la Segunda Guerra Mundial, entre el 27 de junio de 1941 y 8 de julio de 1944, Baránavichi fue ocupada por las tropas de la Alemania nazi que instauró allí un gueto eliminando luego a miles de judíos. En vísperas de la Segunda Guerra Mundial, unos 12 000 judíos vivían en la ciudad, lo que constituía más de la mitad de su población quienes fueron aniquilados casi en su totalidad.
La ciudad fue liberada por el Ejército Rojo el 8 de julio de 1944. Después de la Segunda Guerra Mundial, la ciudad formó parte de la República Socialista Soviética de Bielorrusia, dentro de la Unión Soviética, y empezó a ser referida bajo su nombre en ruso de Baránovichi. En este tiempo una intensa industrialización se llevó a cabo. En 1991, tras la disolución de la Unión Soviética, se convirtió en parte de la Bielorrusia independiente.
Actualmente, Baránavichi está hermanada con varias ciudades, entre ellas Heinola (Finlandia), Stockerau (Austria), Biała Podlaska (Polonia), Mytishchi (Rusia) entre otras.

## Transporte
La ciudad está situada en la principal carretera este-oeste de Bielorrusia, la M1, que forma parte de la ruta europea E30. La primera línea de ferrocarril en la ciudad se abrió alrededor de 1870. Con líneas adicionales construidas posteriormente, la ciudad se convirtió en un nudo ferroviario importante. Un gran campo de aviación militar utilizado por la Fuerza Aérea de Bielorrusia que se encuentra justo al sur de la ciudad.

## Galería

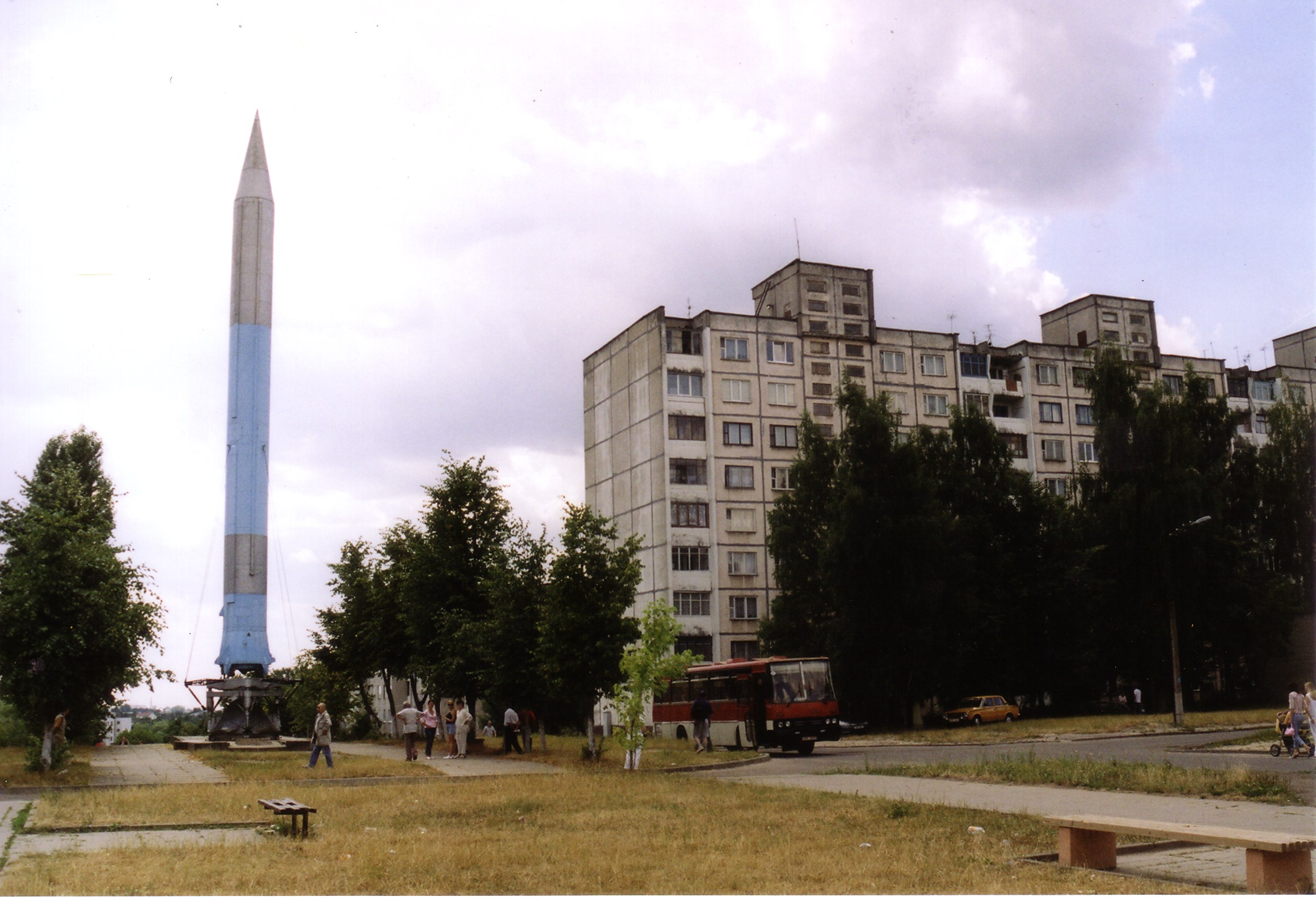
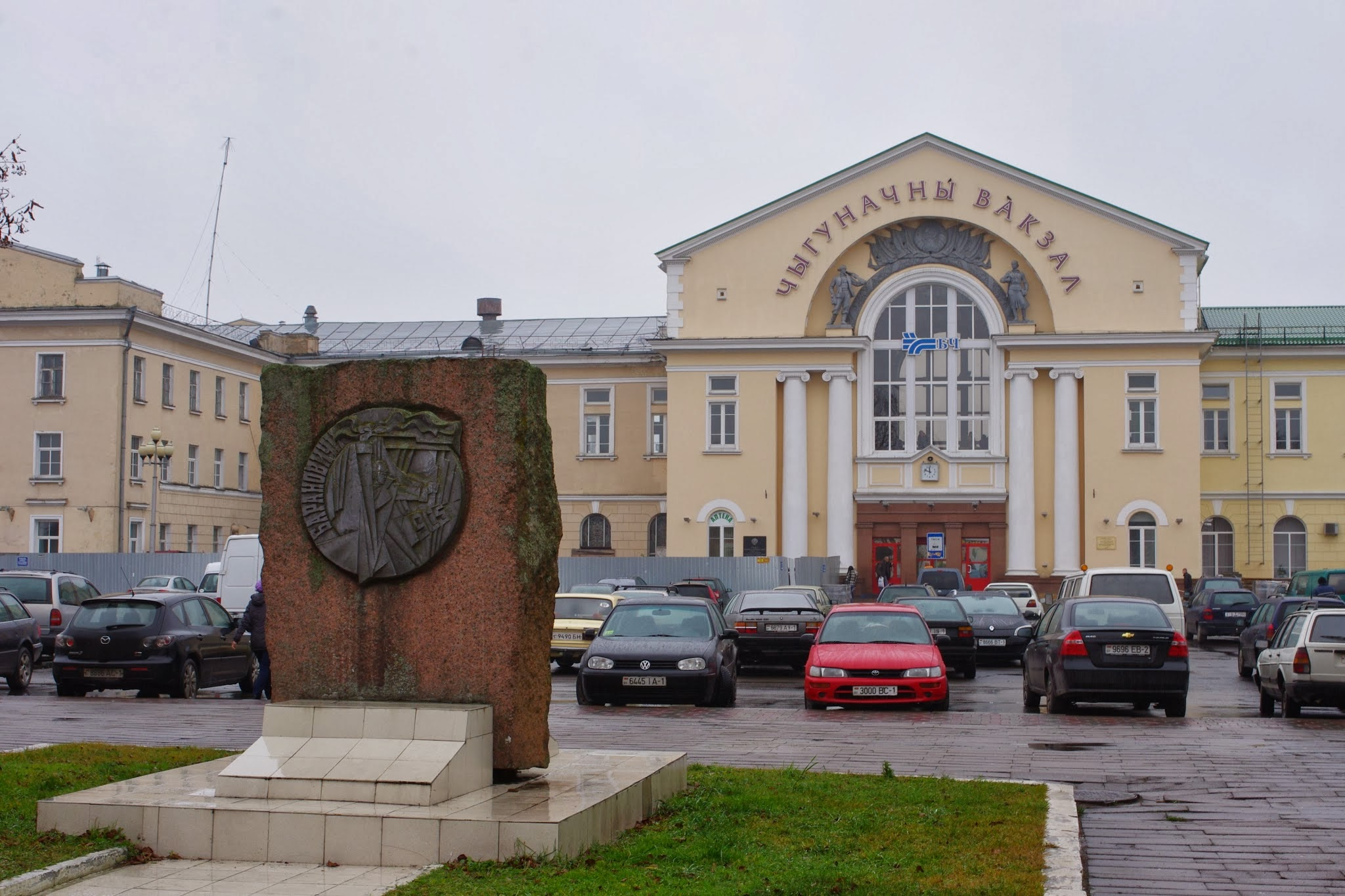
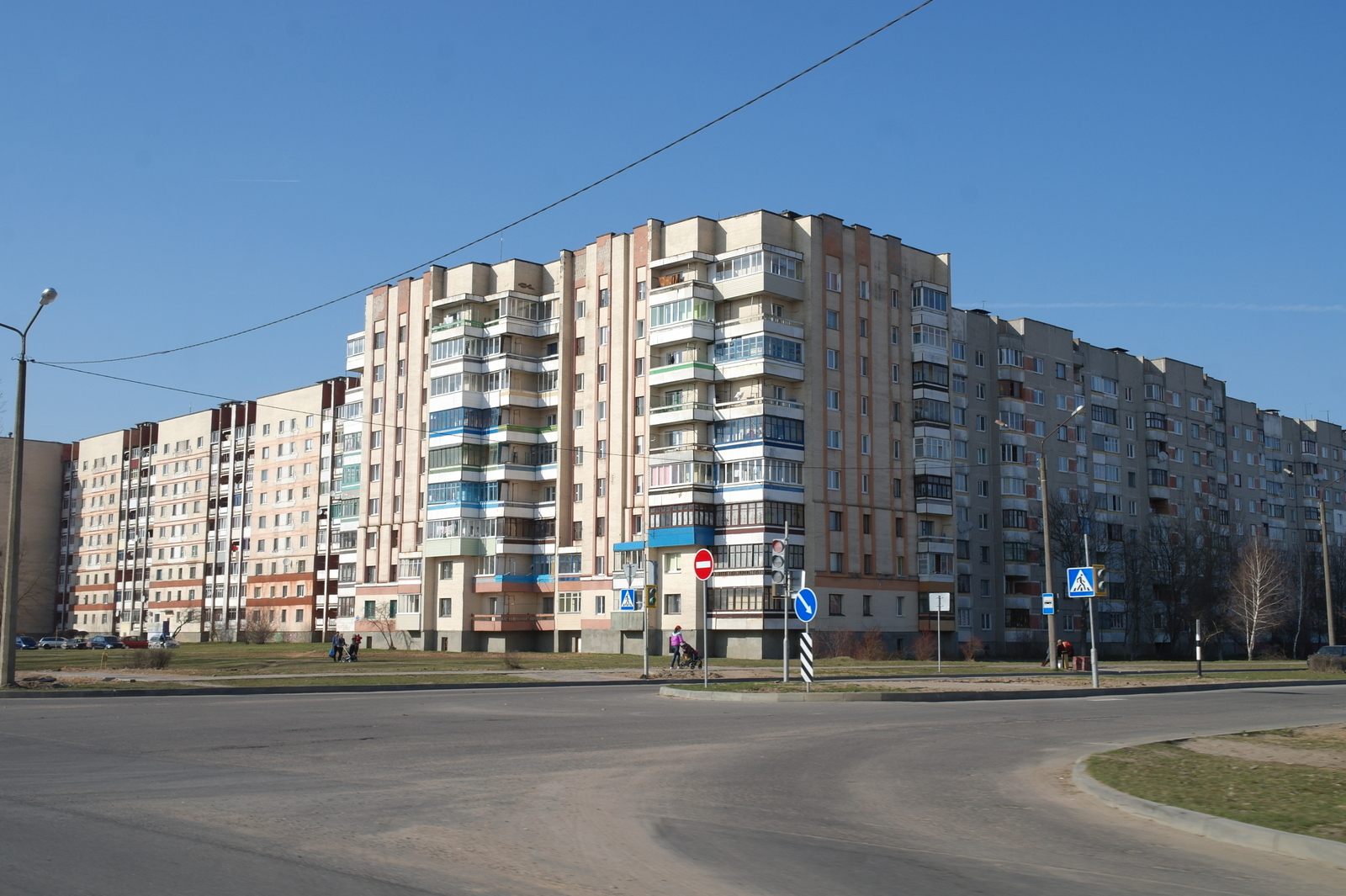
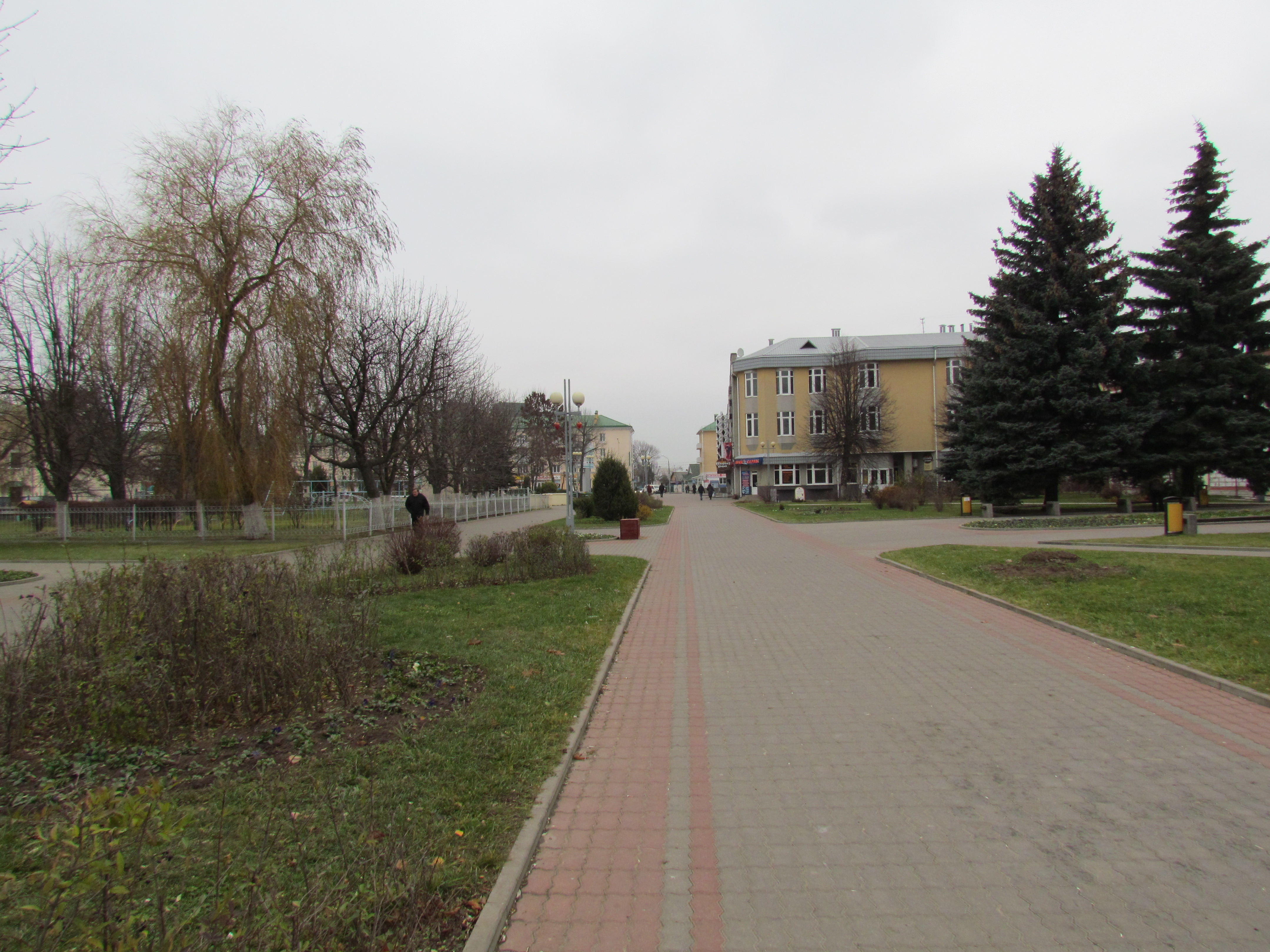
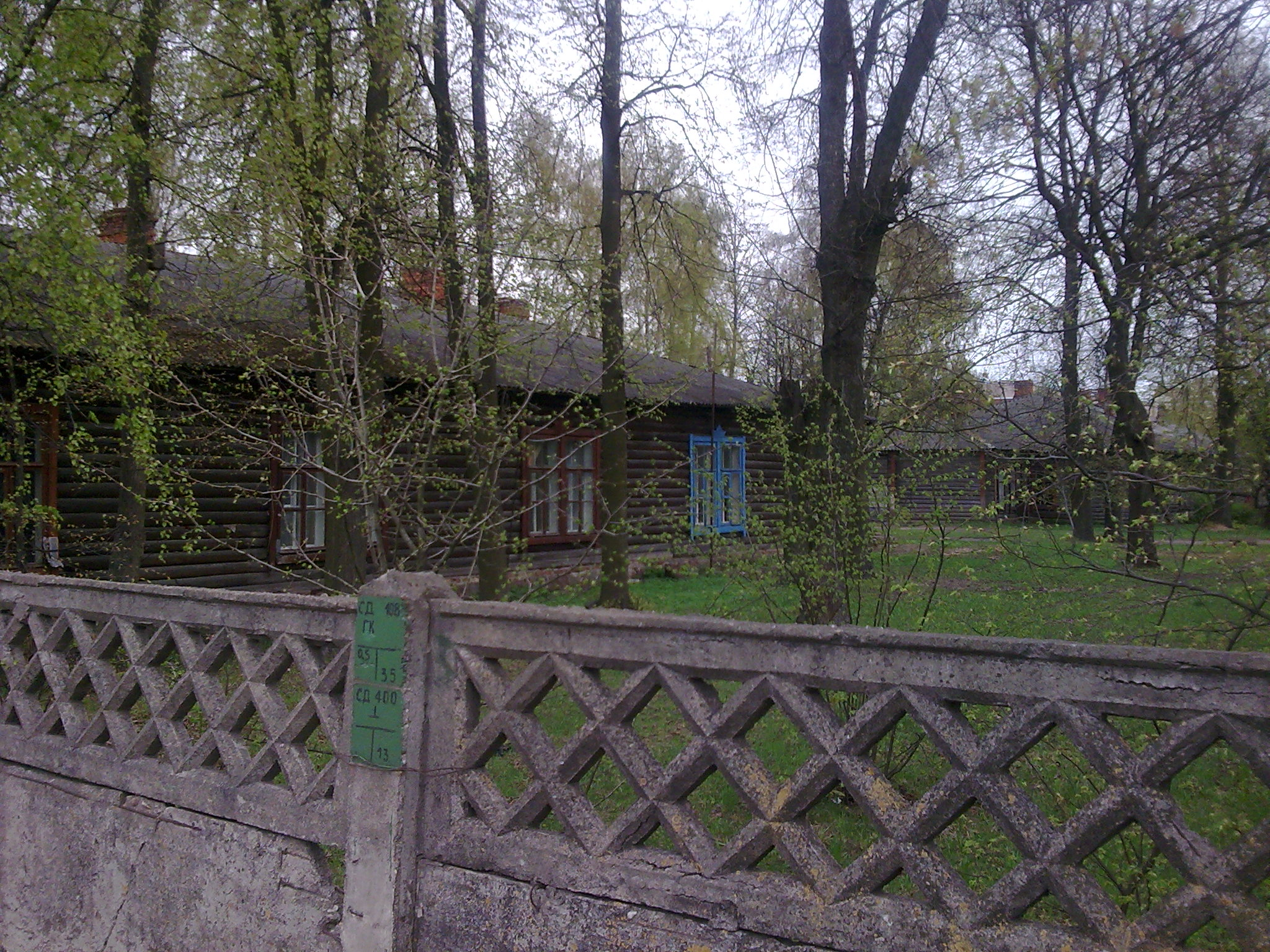

## Ciudades hermanadas
- Biała Podlaska, Polonia
- Ferrara, Italia
- Gdynia, Polonia
- Heinola, Finlandia
- Jelgava, Letonia
- Karlovo, Bulgaria
- Kineshma, Rusia
- Mytishchi, Rusia
- Novovolynsk, Ucrania
- Poltava, Ucrania
- Stockerau, Austria
- Zhodzina, Bielorrusia
- Nacka, Suecia